# Taung Kalat
Taung Kalat (còn được gọi là Núi Popa) là một quần thể tu viện và đền thờ Phật giáo ở vùng Mandalay, Myanmar. Địa điểm này được xây dựng trên một ngọn núi lửa cao, và là một trong một số địa điểm tâm linh nổi bật trong vùng lân cận của núi Popa gần đó.

## Mô tả
Quần thể đền nằm trên đỉnh núi lửa cao 737 ft; sự hình thành đá này được hình thành do hoạt động địa chất xung quanh núi Popa, một ngọn núi lửa đã ngừng phun. Địa điểm này là một điểm đến hành hương phổ biến và được coi là một nguồn năng lượng nat tự nhiên. 777 bậc 7 dẫn đến tu viện đã từng được duy trì bởi U Khandi, một ẩn sĩ nổi tiếng của Myanmar.